# Atletiek op de Paralympische Zomerspelen 2024 - Kogelstoten mannen F20
Het Kogelstoten voor mannen klasse F20 op de Paralympische Zomerspelen 2024 vond plaats op 31 augustus in het Stade de France. Deze klasse is voor atleten met een verstandelijke beperking, atleten in deze klasse hebben een IQ-score van 75 of minder. De winnaar van 2020 was Maksym Koval uit Oekraïne. Hij werd in 2024 opgevolgd door zijn landgenoot [[Oleksandr Yarovyi]], het zilver was voor Muhammad Ziyad Zolkefli uit Maleisië en Maksym Koval won de bronzen medaille.

## Records
Voorafgaand aan het toernooi waren dit het wereldrecord en het Paralympisch record.
| Wereldrecord        | Oekraïne Maksym Koval | 17.57 | Parijs | 13 juli 2023     |
| Paralympisch record | Oekraïne Maksym Koval | 17.34 | Tokio  | 31 augustus 2021 |

## Uitslag
| Rang   | Atleet                  | Atleet | #1    | #2    | #3    | #4    | #5    | #6    | Resultaat | Bijz. |
| ------ | ----------------------- | ------ | ----- | ----- | ----- | ----- | ----- | ----- | --------- | ----- |
| Goud   | Oleksandr Yarovyi       | UKR    | 16.86 | 17.11 | 17.60 | 17.61 | 16.89 | 17.56 | 17.61     | WR    |
| Zilver | Muhammad Ziyad Zolkefli | MAS    | 16.75 | 16.66 | 17.18 | 16.79 | 17.00 | 16.86 | 17.18     |       |
| Brons  | Maksym Koval            | UKR    | x     | 16.99 | 16.77 | x     | x     | x     | 16.99     |       |
| 4      | Luka Meissonnier Soane  | FRA    | 15.23 | 15.64 | 16.42 | 16.06 | 15.94 | 15.50 | 16.42     |       |
| 5      | Muhammet Atici          | TUR    | x     | 15.56 | 16.04 | 15.33 | 15.48 | 16.09 | 16.09     |       |
| 6      | Jordi Congo Villalba    | ECU    | 14.57 | 15.61 | 16.01 | 15.63 | x     | 15.14 | 16.01     |       |
| 7      | Efstratios Nikolaidis   | GRE    | x     | 15.27 | 15.66 | 15.13 | x     | 15.3  | 15.66     |       |
| 8      | Istvan Szollosi         | HUN    | 13.91 | 13.91 | 14.05 | x     | x     | 13.79 | 14.05     |       |